# مأموریت شوم
 مأموریت شوم (انگلیسی: Dark Mission) که با نام مأموریت کوکائین (اسپانیایی: Operación cocaína‎) هم شناخته می‌شود، یک فیلم ماجراجویی اکشن به کارگردانی خسوس فرانکو است که در سال ۱۹۸۸ منتشر شد. از بازیگران این فیلم می‌توان به کریستوفر لی و کریستوفر میچام اشاره کرد.